# Al-Hariqa
Al-Hariqa (en árabe: الحريقة‎) es un barrio en la Ciudad vieja de Damasco, Siria. Se encuentra al sur de la Ciudadela de Damasco entre los zocos de al-Hamidiyah y Medhat Pasha, ambos de época otomana El barrio era conocido como Sidi Amoud por un santo que fue enterrado aquí. Se llamó al-Hariqa («el incendio») cuando un incendio arrasó el barrio en 1925 por ser bombardeado por los franceses en respuesta a Gran Revuelta siria. Es un importante centro de mercados de ropa. El Bimaristán de Nur ad-Din («hospital») se encuentra en esta área.